# Montmorillonit
Montmorillonit là một khoáng vật phyllosilicat rất mềm thông thường tạo thành các tinh thể vi thể tạo ra khoáng vật sét. Tên gọi của nó lấy theo Montmorillon ở Pháp. Montmorillonit, một thành viên của họ smectit, là loại khoáng sét 2:1, nghĩa là nó có 2 tấm tứ diện kẹp một tấm bát diện trung tâm. Các hạt có hình tấm với đường kính trung bình khoảng 1 micrômét.
Nó là thành phần chính của sản phẩm phong hóa tro núi lửa là bentonit.
Hàm lượng nước trong montmorillonit là không cố định và nó tăng mạnh về thể tích khi hấp thụ nước. Về mặt hóa học nó là hydroxide silicat magnesi nhôm calci natri hydrat hóa (Na,Ca)0.33(Al,Mg)2(Si4O10)(OH)2•nH2O. Kali, sắt và các cation khác là các thay thế phổ biến, tỷ lệ chính xác của các cation phụ thuộc vào nguồn. Nó thường xuất hiện ở dạng trộn lẫn với clorit, muscovit, illit, cookeit và kaolinit.

## Phát hiện
Montmorillonit được phát hiện năm 1847 tại Montmorillon trong tỉnh Vienne của Pháp, nhưng nó cũng được tìm thấy ở nhiều nơi khác trên thế giới và được biết đến với các tên gọi khác nhau. Các phát hiện hiện đại khác còn bao gồm cả bentonit vào khoảng năm 1890 và được một nhà địa chất Hoa Kỳ đặt tên theo Fort Benton (trong địa tầng địa chất thành hệ Fort Benton) ở miền đông khu vực Rock Creek (bang Wyoming).

## Sử dụng

Cấu trúc của montmorillonit

Nó được sử dụng trong công nghiệp khoan dầu như là một thành phần của dung dịch khoan, làm cho hồ trở nên nhớt hơn và giúp cho mũi khoan được mát cũng như giúp loại bỏ các chất rắn đã khoan. Nó cũng được sử dụng như là chất bổ sung vào đất để giữ nước trong các loại đất dễ bị khô hạn, để xây dựng các con đê hay đập bằng đất và ngăn rò rỉ các chất lỏng. Nó cũng được sử dụng như một thành phần của khuôn đúc bằng cát cũng như chất hút ẩm để loại bỏ hơi ẩm từ không khí và các loại khí.
Tương tự như các loại đất sét khác, montmorillonit nở ra khi thêm nước vào. Tuy nhiên, một số montmorillonit giãn nở đáng kể hơn các loại đất sét khác do nước thẩm thấu vào không gian phân tử liên lớp và sự hút bám kèm theo. Lượng giãn nở chủ yếu là do kiểu cation có thể trao đổi chứa trong mẫu vật. Sự hiện diện của natri như là cation có thể trao đổi thịnh hành nhất có thể làm cho đất sét này giãn nở tới vài lần thể tích gốc của nó. Vì thế, montmorillonit natri đã từng được sử dụng như là thành phần chính trong các tác nhân không nổ để bóc tách đá trong các mỏ đá tự nhiên nhằm hạn chế lượng chất thải hoặc để phá hủy các kết cấu bê tông khi mà việc sử dụng thuốc nổ là không thể.
Tính chất giãn nở này làm cho bentonit chứa montmorillonit là hữu ích như là vật liệu trám các lỗ hổng của đất nhằm chống mất nước trong khi khoan các giếng nước và lớp lót bảo vệ cho các bãi rác. Các sử dụng khác còn bao gồm cả để làm tác nhân chống đóng vón trong thức ăn cho gia súc, trong sản xuất giấy để giảm thiểu sự hình thành các lắng đọng và cũng như là thành phần hỗ trợ sự duy trì và thoát nước. Montmorillonit cũng đã từng được sử dụng trong hóa mỹ phẩm. Nó được biết đến vì khả năng hút bám của nó và từng được sử dụng thành công trong các thử nghiệm khoa học để loại bỏ atrazin từ nước.

### Các sản phẩm sét thiêu kết

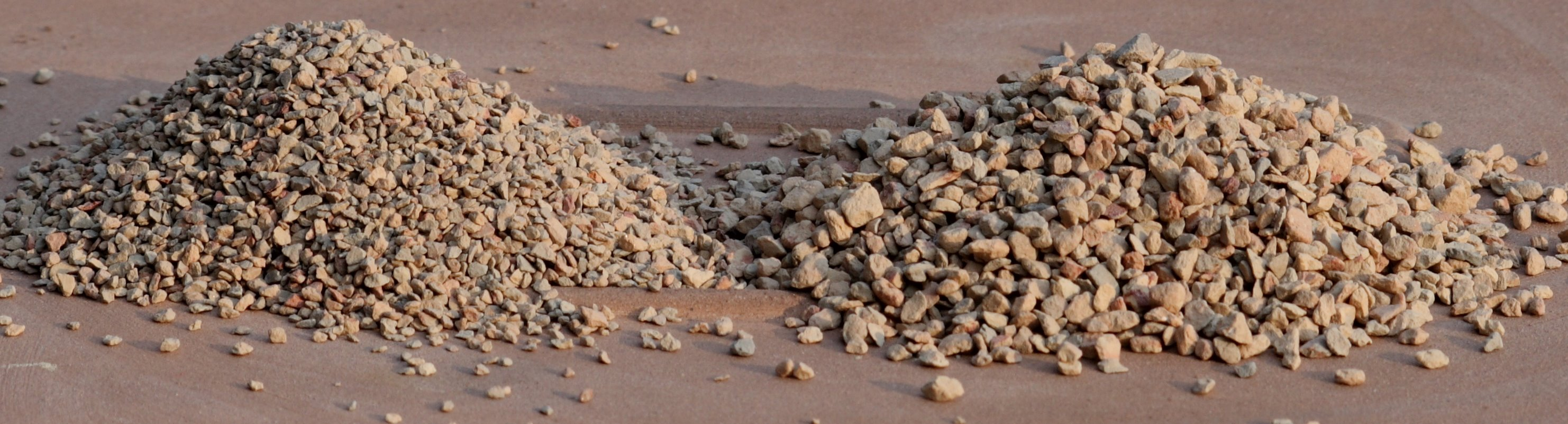
Các hạt arcillit lớn và nhỏ (montmorillonit thiêu kết)

Montmorillonit có thể thiêu kết để tạo ra arcillit, một dạng đất sét xốp, thiêu kết được bán như là Turface (tác nhân điều hòa đất cho các sân tập thể thao) và như là Schultz Aquatic Soil cùng các sản phẩm khác từ đất. Các sản phẩm arcillit phổ biến như là đất cho nghệ thuật bonsai, trong vai trò của đất thay thế cho akadama.

## Tổ chức lipid
Montmorillonit còn được biết đến vì làm cho các mixen (các viên lipid hình cầu) kết hợp với nhau thành các túi tiết. Chúng là các cấu trúc giống với các màng tế bào ở nhiều tế bào. Nó cũng có thể hỗ trợ các nucleotide kết hợp thành ARN, được kết thúc bên trong các túi tiết, và trong các điều kiện thích hợp, sẽ nhân bản chính chúng. Điều này có thể là nguồn gốc sự sống trên Trái Đất.